# Az élet értelme (film)
Az élet értelme (The Meaning of Life vagy Monty Python's The Meaning of Life) egy 1983-as brit szatirikus film, amelyet a Monty Python készített. Terry Jones és Terry Gilliam rendezte. Az életet és annak „értelmeit” mutatja be, természetesen a Monty Pythontól megszokott humorral. Komikus módon mutatják be a születést, az élet nagy dolgait és korszakait (például a középkort), valamint a halál pillanatát. Nagy-Britanniában és Amerikában 1983. április 22-én mutatták be. Magyarországon a TV2 csatorna mutatta be 2001. augusztus 28-án. A 90 perces alkotás 9 millió dollárból készült, és 14,9 millió dolláros bevételt hozott. Kultuszfilm lett. DVD-n is kiadták.

## Magyarul
- Az élet értelme. Monty Python. A film teljes szövegkönyve; nagyjátékfilm rend. Terry Jones, írta Graham Chapman et al., kísérőfilm rend. Terry Gilliam, ford. Galla Miklós, Bárány Ferenc; Cartaphilus, Bp., 2006
- Monty Python önéletrajz; szerk. Bob McCabe, ford. Baló András Márton; Cartaphilus, Bp., 2008
- David Morganː Itt a Monty Python beszél!; ford. Bori Erzsébet, Kövesdi Miklós Gábor; Gabo, Bp., 2015

## Szereplők
| Karakter | Színész        | Magyar hang    | Magyar hang (2004) |
| --- | -------------- | -------------- | ------------------ |
| Narrátor (hangja) |                | Bozai József   |                    |
| Hal / Szülész / Mr. Harry Blackitt / Wymer / Hordern / Tábornok / Coles / Narrátor / Dr. Livingstone / Furcsa nő / Eric / Elnök / Vendég / Arthur Jarrett / Geoffrey / Tony Bennett           | Graham Chapman | Fazekas István | Szacsvay László    |
| Hal / Dr. Spenser / Humphrey Williams / Sturridge / Ainsworth / Pincér / Férfi / Főpincér | John Cleese    | Józsa Imre     | Beregi Péter       |
| Hal / Walters / Zulu bemondó / M`Lady Joeline / Mr. Brown / Howard Katzenberg | Terry Gilliam  | Forgács Gábor  | Forgács Gábor      |
| Hal / Énekes / Mr. Moore / Mrs. Blackitt / Watson / Blackitt / Atkinson / Perkins / Áldozat / Elülső fél / Mrs. Hendy / Rózsaszínruhás ember / Gunther / Noel Coward / Gaston / Angela        | Eric Idle      | Kautzky Armand | Görög László       |
| Hal / Anya / Pap / Biggs / Őrmester / Furcsa férfi / Mrs. Brown / Bert / Maria / Levél / Fiona Portland-Smythe                                                                                | Terry Jones    | Háda János     | Józsa Imre         |
| Hal / Mr. Pycroft / Apa / Narrátor / Lelkész / Carter / Spadger / Őrnagy őrmester / Pakenham-Walsh / Hátulsó fél / Bemondónő / Mr. Marvin Hendy / Harry / Kormányzó / Pap / Debbie Katzenberg | Michael Palin  | Forgács Péter  | Dörner György      |
| Monsieur | Terry Jones    | Faragó András  |                    |
| Halál | John Cleese    | Vass Gábor     |                    |
| Jeremy Portland-Smythe | Simon Jones    | Németh Gábor   |                    |